# 12月30日 (旧暦)
旧暦12月30日は、旧暦12月の30日目である。年によっては12月の最終日となる。六曜は大安である。

## できごと
- 応安元年/正平23年（ユリウス暦1369年2月7日） - 足利義満が室町幕府3代将軍に就任
- 明徳2年/元中8年（ユリウス暦1392年1月24日） - 明徳の乱が終結。守護大名・山名氏清・満幸の叛乱を足利義満の幕府軍が破る
- 天文17年（ユリウス暦1549年1月28日） - 長尾景虎（後の上杉謙信）が兄に代わって家督を継ぎ越後・春日山城に入城
- 天保11年（グレゴリオ暦1841年1月22日） - 国学者・平田篤胤が、儒教批判と尊皇思想により江戸幕府から著述禁止と江戸退去の命令を受ける

## 誕生日
- 慶応3年（グレゴリオ暦1868年1月24日） - 斎藤緑雨、小説家・評論家（+ 1904年）
- 慶応3年（グレゴリオ暦1868年1月24日） - 田中王堂、哲学者（+ 1932年）

## 忌日
- 寛永15年（グレゴリオ暦1639年2月2日） - 蜂須賀家政、徳島藩大名（+ 1558年）

## 記念日・年中行事
- 大晦日（12月最終日の場合）